# Acanthala plaumanni
Acanthala plaumanni är en stekelart som beskrevs av Christer Hansson 2000. Acanthala plaumanni ingår i släktet Acanthala och familjen finglanssteklar. Inga underarter finns listade i Catalogue of Life.